# José Sótero Valero Ruz
José Sótero Valero Ruz (* 22. April 1936 in Timotes, Mérida, Venezuela; † 29. Juni 2012) war römisch-katholischer Bischof von Guanare.

## Leben
José Sótero Valero Ruz empfing am 16. Mai 1964 die Priesterweihe. 1986 wurde er von Papst Johannes Paul II. zum Kaplan Seiner Heiligkeit ernannt. Er war langjähriger Professor und Direktor des Priesterseminars von Valencia. Er war Direktor der Evangelisierung und der Katechese von 1988 bis heute. 
Papst Johannes Paul II. ernannte ihn am 9. Mai 1998 zum Titularbischof von Alba und zum Weihbischof im Erzbistum Valencia en Venezuela. Die Bischofsweihe spendete ihm der Erzbischof von Valencia en Venezuela, Jorge Liberato Urosa Savino, am 27. Juni desselben Jahres; Mitkonsekratoren waren Diego Padrón Sánchez, Bischof von Maturín, und Pedro Nicolás Bermúdez Villamizar CIM, Weihbischof in Caracas, Santiago de Venezuela.
Am 19. März 2001 berief ihn Johannes Paul II. zum Bischof des Bistums Guanare. Papst Benedikt XVI. nahm am 12. Oktober 2011 das von José Sótero Valero Ruz aus Altersgründen vorgebrachte Rücktrittsgesuch an. 